# Night Vision (Hell Is for Heroes)
Night Vision è un singolo del gruppo post-hardcore britannico Hell Is for Heroes. Pubblicato nel 2002, è arrivato in 38ª posizione nella Official Singles Chart. Il singolo è stato realizzato in memoria di Philip May.

## Tracce
7"
1. Night Vision – 3:34
2. Canit You Heart It

CD
1. Night Vision – 3:34
2. Can't You Hear It
3. Folded Paper Figures
4. Night Vision (video)

Maxi-singolo
1. Night Vision
2. This Is Why
3. Leave Me Gently

## Formazione
Cast artistico
- Justin Schlosberg - voce
- William McGonagle - chitarra
- Tom O'Donoghue - chitarra
- Jamie Findlay - basso
- Joseph Birch - batteria

Cast tecnico
- Magnus Lindberg - ingegneria del suono
- Pelle Henricsson - produzione, masterizzazione, missaggio